# ماما روما
ماما روما (به ایتالیایی: Mamma Roma) فیلمی به کارگردانی پیر پائولو پازولینی محصول سال ۱۹۶۲ است.

## داستان
ماما روما که قبلاً روسپی بوده است سعی در شروع یک زندگی دوباره، آن‌هم با فروش سبزی با کمک پسر ۱۶ ساله‌اش اتتوره دارد.

## مشخصات
مدت: ۱۱۰ دقیقه
زبان:ایتالیایی

## جوایز
- برنده جایزه کلوپ‌های سینمایی ایتالیا در جشنواره فیلم ونیز (۱۹۶۲): پیر پائولو پازولینی
- برنده جایزه سینمای نو به بهترین بازیگر زن، در جشنواره فیلم ونیز (۱۹۶۲): آنا مانیانی
- نامزد دریافت جایزه شیر طلایی (۱۹۶۲): پیر پائولو پازولینی